# Naßfeld

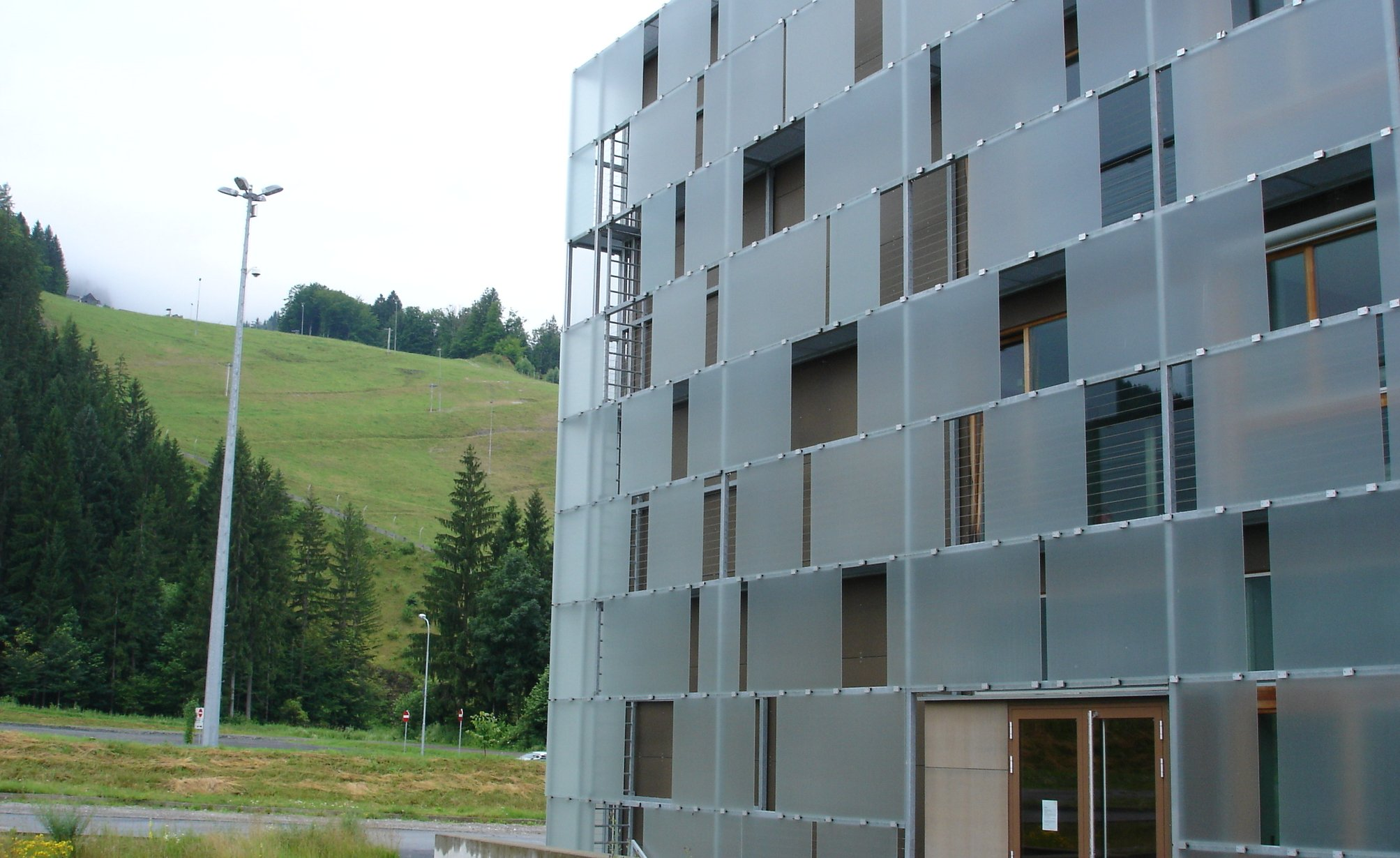
A sípályák részlete

Naßfeld vagy a Naßfeld-Hermagor sírégió (szlovénul: Mokrine) Ausztria tíz legjobb téli üdülőközpontja közé tartozik. A Naßfeld-hágó mellett található osztrák síterep Olaszországgal határos. A 110 km sípályán és több, mint 430 hóágyú biztosítja a folytonos síelést. A síterepen 30 sílift működik. A közelben található Presseger-tó nyáron úszásra alkalmas.

## Külső hivatkozások
- http://www.nassfeld.at/hu/
- http://www.sielok.hu/siterep/nassfeld/
- http://nassfeld.lap.hu/